# Lambertserie
En Lambertserie, uppkallat Johann Heinrich Lambert, är en serie av formen
{\displaystyle S(q)=\sum _{n=1}^{\infty }a_{n}{\frac {q^{n}}{1-q^{n}}}.}
Den kan skrivas som serien
{\displaystyle S(q)=\sum _{n=1}^{\infty }a_{n}\sum _{k=1}^{\infty }q^{nk}=\sum _{m=1}^{\infty }b_{m}q^{m}}
där koefficienterna är Dirichletfaltningen av an med konstanta funktionen 1(n) = 1:
{\displaystyle b_{m}=(a*1)(m)=\sum _{n\mid m}a_{n}.\ }

## Exempel
{\displaystyle \sum _{n=1}^{\infty }q^{n}\sigma _{0}(n)=\sum _{n=1}^{\infty }{\frac {q^{n}}{1-q^{n}}}}
och mer allmänt
{\displaystyle \sum _{n=1}^{\infty }q^{n}\sigma _{\alpha }(n)=\sum _{n=1}^{\infty }{\frac {n^{\alpha }q^{n}}{1-q^{n}}}}
där {\displaystyle \alpha } är ett godtyckligt komplext tal och 
{\displaystyle \sigma _{\alpha }(n)=({\textrm {Id}}_{\alpha }*1)(n)=\sum _{d\mid n}d^{\alpha }\,}
är sigmafunktionen.
Andra Lambertserier som innehåller aritmetiska funktioner är:
Möbiusfunktionen {\displaystyle \mu (n)}:
{\displaystyle \sum _{n=1}^{\infty }\mu (n)\,{\frac {q^{n}}{1-q^{n}}}=q.}
Eulers fi-funktion {\displaystyle \phi (n)}:
{\displaystyle \sum _{n=1}^{\infty }\varphi (n)\,{\frac {q^{n}}{1-q^{n}}}={\frac {q}{(1-q)^{2}}}.}
Liouvilles lambda-funktion {\displaystyle \lambda (n)}:
{\displaystyle \sum _{n=1}^{\infty }\lambda (n)\,{\frac {q^{n}}{1-q^{n}}}=\sum _{n=1}^{\infty }q^{n^{2}}.}

## Alternativ form
Genom att sätta {\displaystyle q=e^{-z}} får man en annan form av serien: 
{\displaystyle \sum _{n=1}^{\infty }{\frac {a_{n}}{e^{zn}-1}}=\sum _{m=1}^{\infty }b_{m}e^{-mz}}
där
{\displaystyle b_{m}=(a*1)(m)=\sum _{d\mid m}a_{d}\,.}